# Germà Capdevila i Vernet
Germà Capdevila i Vernet   (Buenos Aires, 1970) és un periodista català. Editor de la primera revista per a iPad en català, Esguard, que va aparèixer per la Diada de l'Onze de Setembre de 2012. A partir de 1992 va treballar en la primera agència de notícies de l'Argentina i Amèrica del Sud que va obrir el seu portal a Internet. Primer amb un sistema de tauler d'anuncis i a partir de 1994 ja directament a Internet. L'any 2000 va viure l'explosió de la primera bombolla d'Internet a Miami. L'agència l'havia enviat a preparar un portal de notícies i comerç electrònic que se’n va anar en orris abans de començar, per culpa de la bombolla. Germà Capdevila va publicar l'edició Buenos Aires de Vilaweb. Al setmanari en anglès Catalonia Today va llançar la primera aplicació pròpia per a iPhone d'una revista amb un servei de podcasts en què els articulistes llegien les seves pròpies columnes. Durant el 2013 va posar en funcionament la revista de gastronomia i vins exclusiva per a iPad Sentits. Des de 2016 és el president de l'Associació de Publicacions Periòdiques en Català.